# Корпполайсмяки
Корпполайсмяки (фин. Korppolaismäki, швед. Korppolaisbacken) — один из центральных районов города Турку, входящий в Центральный территориальный округ, а также частично в округ Скансси-Уиттамо.

## Географическое положение
Район расположен к югу от центральной части города, с запада от устья реки Ауры, гранича с районом Пихлаяниеми.

## Население
В 2004 году население района составляло 349 человек, из которых дети моложе 15 лет составляли 19,20 %, а старше 65 лет — 12,32 %. Финским языком в качестве родного владели 87,68 %, шведским — 10,32 %, а другими языками — 2,01 % населения района.

## Достопримечательности
В районе построен жилой массив класса люкс Маяккаранта.